# كورنبريد هاريس
جيمس صموئيل «كورنبريد» هاريس الأب (ولد جيمس صموئيل هاريس الابن؛ 23 أبريل 1927) هو موسيقي من الولايات المتحدة الأمريكية ووالد منتج التسجيلات جيمس صموئيل «جيمي جام» هاريس الثالث، الذي أنتج تسجيلات لمايكل جاكسون، جانيت جاكسون، ماريا كاري، وأشر.
لما تم إطلاق النار على والده جيمس صموئيل هاريس الأب وهو يقامر، وماتت أمه بكثرة الفجع، أصبح كورنبريد يتيما في عمر الثالثة.